# ピーパ
ピーパ（中国語: 琵琶）は、中国の琵琶。広義には阮咸（げんかん）や月琴などのリュート属弦楽器もこれにに含めることがある。

## 歴史
「琵琶」という言葉は後漢の応劭『風俗通』声音篇に見え、また『釈名』釈楽器によれば胡の楽器で、馬上で演奏するものであるとする。琵琶がいつ中国に伝わったかは明らかでないが、西晋の傅玄「琵琶賦」（『初学記』および『通典』が引く）の伝える伝説によると、秦のときに万里の長城を築く労働者が演奏したとも、前漢の烏孫公主が馬上で演奏できるように作ったともいう。しかし、その記述からすると当時「琵琶」と呼んだものは今の琵琶と異なり、阮咸にあたる楽器だったらしい。北魏時代の敦煌莫高窟壁画に5弦の琵琶が描かれており、現在につながる琵琶はこのころ中国に伝わったもののようである。
唐時代の琵琶は現在の日本の楽琵琶とほぼ同じ形をしており、音楽理論が整備される中で、調弦法も多数定められ、様々な合奏にも用いられ、記譜法も確立し、宮廷音楽から民間音楽まで、合奏、独奏、歌唱の伴奏と広く愛好された。白居易の詩「琵琶行」は有名であり、楊貴妃もよく琵琶を演奏したと言われる。清代に使用された琵琶は唐代までのものとは異なり、日本の盲僧琵琶にやや近い形をしており、弦数は変わらないがフレットはずっと増えて14個を備えていた。撥ではなく、へら状の義甲（ピック）で弾奏する。江戸時代の文政頃、月琴や胡琴等と共に日本に伝来、明治初年頃まで明清楽として流行した。現在も長崎に伝承され、「唐琵琶」と呼ばれている。以後も中国ではこの形のものを使用しており、民間歌謡の伴奏を主にしていたが、20世紀に入り、劉天華（二胡、琵琶演奏家、作曲家・1895年〜1932年）らにより独奏曲が作られ始めた。更に1950年代にこの琵琶を改良して現在の琵琶が作られた。現代の琵琶は4本の金属弦を持ち、31個のフレットで半音階を演奏できる。ギターの奏法が取り入れられ、弾奏には右手の全部の指を使用し、爪か義爪によって音を出す。
古い時代の琵琶の楽譜としては敦煌文書 P.3808 の裏面に記された10世紀以前の楽譜（25曲）と、日本に残された楽譜がある。その琵琶譜の譜字は現在のところUnicodeには未収録だが、追加多言語面への追加が提案されている。